# Xylosma senticosum
Xylosma senticosum är en videväxtart som beskrevs av Henry Fletcher Hance. Xylosma senticosum ingår i släktet Xylosma och familjen videväxter. Inga underarter finns listade i Catalogue of Life.